# Chris Hani Baragwanath Hospital

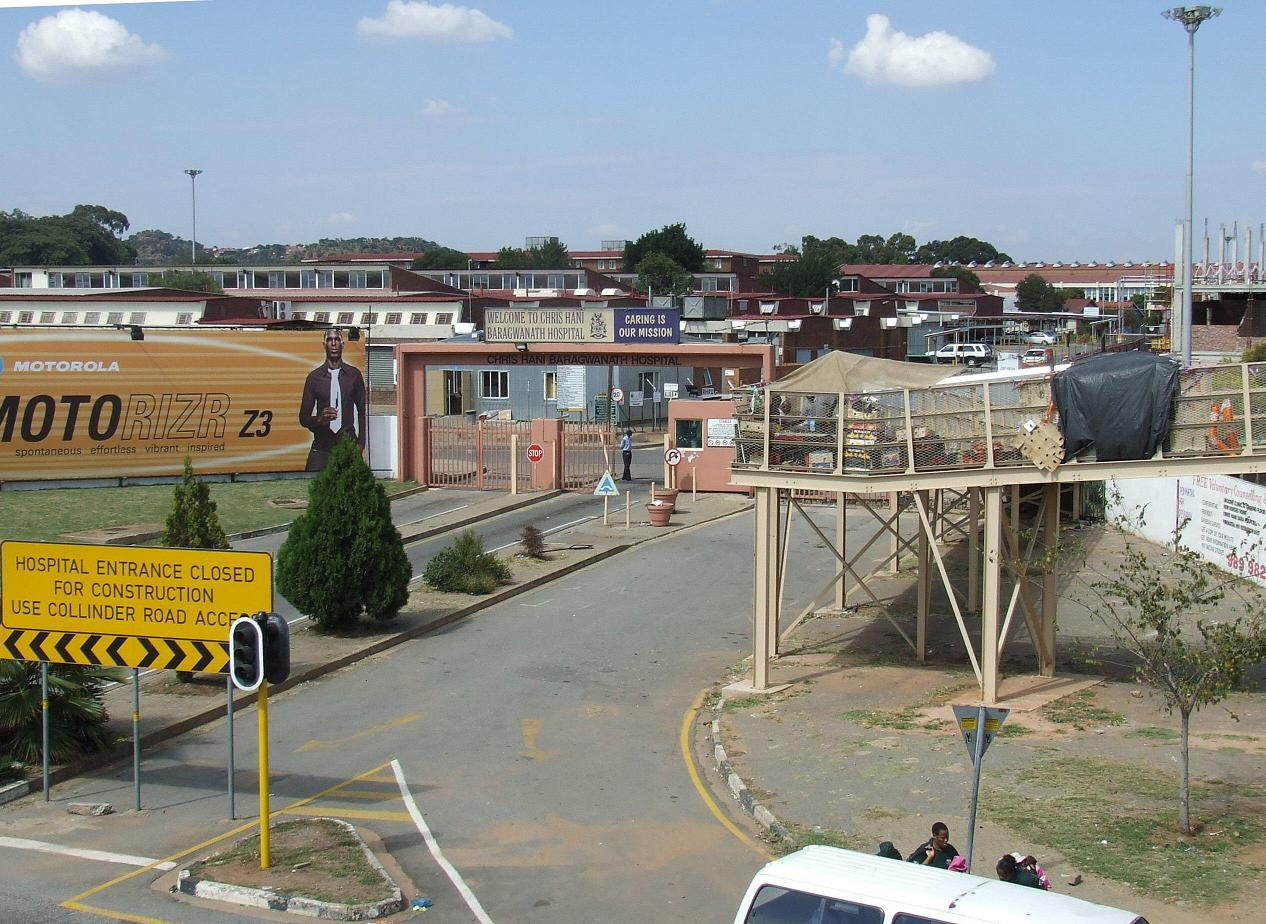
Einfahrtsbereich zum Krankenhaus

Das Chris Hani Baragwanath Hospital (inoffiziell kurz Bara) im südafrikanischen Soweto (Diepkloof), einem Stadtteil Johannesburgs, gilt als das größte Krankenhaus Afrikas und der südlichen Hemisphäre sowie das drittgrößte der Welt. Es untersteht der Provinzregierung von Gauteng und ist partiell in die Fakultät Medizin der Witwatersrand-Universität eingebunden.

## Geschichte
Das Krankenhaus wurde 1941 mit der Bezeichnung The Imperial Military Hospital, Baragwanath für britische und südafrikanische Soldaten errichtet, die am Zweiten Weltkrieg teilnahmen. Die offizielle Eröffnung vollzog man erst am 23. September 1942 in Anwesenheit von Feldmarschall Jan Smuts. 1948 wurde es in Baragwanath Hospital umbenannt, nach John Albert Baragwanath, der in der Nähe ein Wirtshaus besessen hatte.
1997 erfolgte die Umbenennung in Chris Hani Baragwanath Hospital. Der Namenszusatz „Chris Hani“ soll an das 1993, nach Abschluss der CODESA-Verhandlungen ermordete und sehr populäre hochrangige ANC-Mitglied erinnern. Sein gewaltsamer Tod am 10. April 1993 hätte beinahe einen Bürgerkrieg ausgelöst. Im Jahre 2011 gab die Provinzregierung von Gauteng bekannt, dass die Institution ab 10. April Chris Hani Baragwanath Academic Hospital heißen soll. Diesen Akt begründete man mit der zentralen Rolle der Einrichtung bei der medizinischen Ausbildung im Land.

## Institution
Das Krankenhaus hat eine Fläche von 0,7 km², rund 3200 Betten und 6760 Angestellte. Die Einrichtungen sind in 429 Gebäuden mit einer Gesamtgrundfläche von 233.795 Quadratmetern untergebracht. Darüber hinaus ist es eines der Lehrkrankenhäuser der Witwatersrand-Universität in Johannesburg. Hier durchlaufen 60 Prozent ihrer Medizinstudenten die angebotenen Ausbildungsprogramme.
Etwa 70 Prozent aller Einlieferungen werden in der Notfallabteilung aufgenommen, darunter auch monatlich ungefähr 160 Opfer von Schussverletzungen. Die Bereiche Unfall, Notfall und Ambulanz sind die mit täglich über 350 Patienten am stärksten frequentierten Dienste. Hier werden jährlich ca. 150.000 stationäre und ca. 500.000 ambulante Versorgungen eingeleitet.
Die Augenabteilung, das St John Eye Hospital, verfügt über 111 Betten und hat jährlich etwa 50.000 Patienten. Pro Jahr werden im Maternity Hospital, der Frauenklinik, etwa 60.000 Patienten behandelt.
Betreiber sind die Gauteng Provincial Health Authorities, die Gesundheitsbehörde der Provinz Gauteng.